# Gai Sexti Calví (orador)
Gai Sexti Calví (llatí: Gaius Sextius Calvinus) va ser un orador romà conegut per Ciceró, qui el qualifica d'elegant i diu que tenia molt mala salut, i que només podia pledejar davant dels tribunals si es trobava bé. Formava part de la gens Sèxtia, una família romana d'origen plebeu.
Era amic del també orador Gai Juli Cèsar Estrabó Vopisc, que era guerxo d'un ull. Un Gai Sexti va ser pretor l'any 99 aC i després va governar Macedònia, però no se sap si era el mateix personatge.